# كيويات
كيويات (الاسم العلمي: Apterygiformes) هي رتبة من الطيور تتبع طائفة طيور من صف فقاريات رباعية الأطراف.
والكيويات هي إحدى مكونات أُباشة مسطحات الصدر والتي تحتوي على كل الطيور الكبيرة التي لا تطير.

## فصائل
- كيوية